# Одеський музей кіно

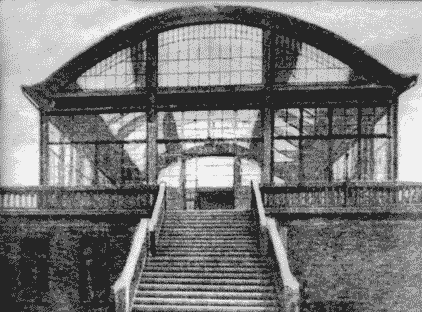
Перший павільйон Одеської кіностудії

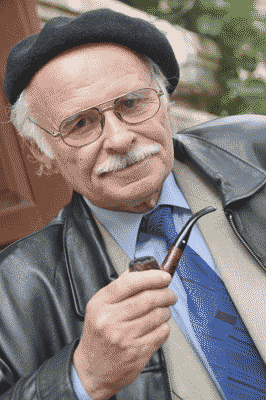
Директор музею кіно, заслужений діяч мистецтв — Вадим Васильович Костроменко

 Музей кіно Одеського відділення Національної спілки кінематографістів України  розташований на території Одеської кіностудії в старовинному особняку, що належав до революції Демидовій- Сан-Донато.
У музеї знаходиться понад десять тисяч одиниць зберігання — це матеріали, що свідчать про кінематографічної діяльність в Одесі починаючи з винаходу кінематографа і до наших днів.
Тільки в одній кімнаті в 28 м². розгорнута загальнодоступна експозиція — від винайдення одеситом Йосипом Тимченко першого (за два роки до Люм'єрів) апарата для зйомки і демонстрації рухомого зображення, перших в Одесі кіноательє «Мірограф», «Мізрах», Борисова, Харитонова та ін і до роботи Одеської кіностудії художніх фільмів аж до 1941, коли почалася для Радянського Союзу Друга світова війна.

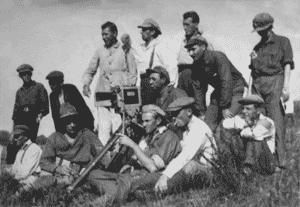
Оператори-постановники часів Радянського Союзу

Решта приміщень — це заповнені до стелі стелажі, що зберігають раритети, артефакти, історичні матеріали про кінематограф в Одесі, які, через брак експозиційних площ, поки не можуть бути широко оприлюднені.
Музей пропонує індивідуальні талони на консультацію для студентів, що працюють над питаннями історії кінематографа і розвитку культури в Одесі. За останні роки ними було створено каталог фільмів одеського виробництва з 1917 по 2004 роки з ілюстраціями та описами.

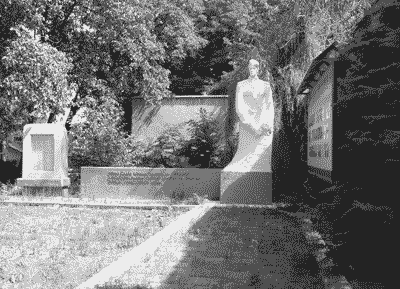
Пам'ятник співробітникам кіностудії

Крім цього, в наш час[коли?] в розробці знаходиться довідник про всіх продюсерів кіностудії та їх роботи. У музеї представлені монографії Кіри Муратової, Володимира Висоцького, Василя Решетникова, Людмили Попової.
Музей популярний серед істориків і людей, що вивчають і цікавляться історією кіно. У гостьовій книзі представлені відгуки від відвідувачів з Англії, Бельгії, Німеччини, Ізраїлю, Італії, Польщі, США, Японії, Угорщини, Канади, Франції .
Музей співпрацює з московським і київським телеканалом «Культура», а також з провідними організаціями мовлення компаніями Одеси. Багато їх програми і передачі створені завдяки матеріалам музею кіно. Про роботу музею регулярно пишуть у місцевих газетах.
Директором музею був заслужений діяч мистецтв — Вадим Васильович Костроменко (1934—2017).

## Матеріали архіву музею
У Музеї постійно йде робота з атрибутування ще не вивчених матеріалів, які надходять в результаті цілеспрямованих пошуків.
Матеріали групуються за такими розділами:
- Раритетна література: книги, газети, журнали про кіно з 1900 року;
- Персоналії перших директорів Одеської студії Михайла Капчинского, Лазаря Поляка, Геннадія Збандута, режисерів студії Олександра Довженка, Івана Кавалерідзе, Георгія Тасіна, Кіри Муратової, Михайла Каца, Радомира Василевського, Ярослава Лупія, Вілена Новака, Вадима Костроменко та ін, акторів Амвросія Бучми, Віри Холодної, Володимира Висоцького та ін
- Кінотехніка: унікальна апаратура, на якій працював О. Довженко, знімальні та звукозаписні апарати, освітлювальні прилади, монтажні пристосування, кінопроєктори та ін
- Досьє на кожен прокатний та телевізійний фільм, знятий на студії з 1954 року, складаються з літературного, режисерського сценаріїв, монтажного запису фільму, комплекту рекламних фотографій, відгуків преси.
- Ескізи декорацій і костюмів на всі фільми з повоєнних років.
- Акторські проби (96 альбомів).
- Постановочні проєкти до фільмів (147 альбомів).
- Картотека акторів, які знімалися на Одеській кіностудії.
- Фотопортрети усіх режисерів, операторів, звукооператорів, художників і пр що працювали і працюють на студії .
- Аудіозаписи найцікавіших подій (кінофестиваль «Золотий Дюк» та ін.)
- Відеофільми і відеозаписи спогадів, кінофільми студії на 16-мм плівці і відеоносіях.
- Мемуари працівників студії — видані і невидані.
- Нотна бібліотека — автографи композиторів, які писали для студії.
- Плакати до фільмів Одеської кіностудії.
- Призи та нагороди фільмів студії.
- Колекція значків, конвертів, присвячених кіно
- Призи та нагороди фільмів, створених на кіностудії.
- Інформаційно-методичні матеріали з різних історичних епох: костюми цивільні і військові, знаки відмінності різних армій, транспорт, автомобілі, грошові знаки, типажі і пр.

### Публікації в пресі
- Юрій Політика, «Радянський екран»
- Інтерв'ю з директором музею кіно про актрису Одеської кіностудії, тижневик «ПОДІЇ І ЛЮДИ» № 49 від 23 лютого — 2 березня 2009 року
- ТРК «Круг» Невідомі музеї Одеси
- Інтерв'ю з директором музею, журнал «Інші береги», № 1 (17) 2010
- Відгук про музеї від відвідувача-історика
- Телеканал «Культура» про Одеську кіностудію та про музей